# Acanthochondria yui
Acanthochondria yui – gatunek widłonoga z rodziny Chondracanthidae. Nazwa naukowa tego gatunku skorupiaków została opublikowana w 1964 roku przez japońskiego zoologa Sueo M. Shiino.